# Steinbock

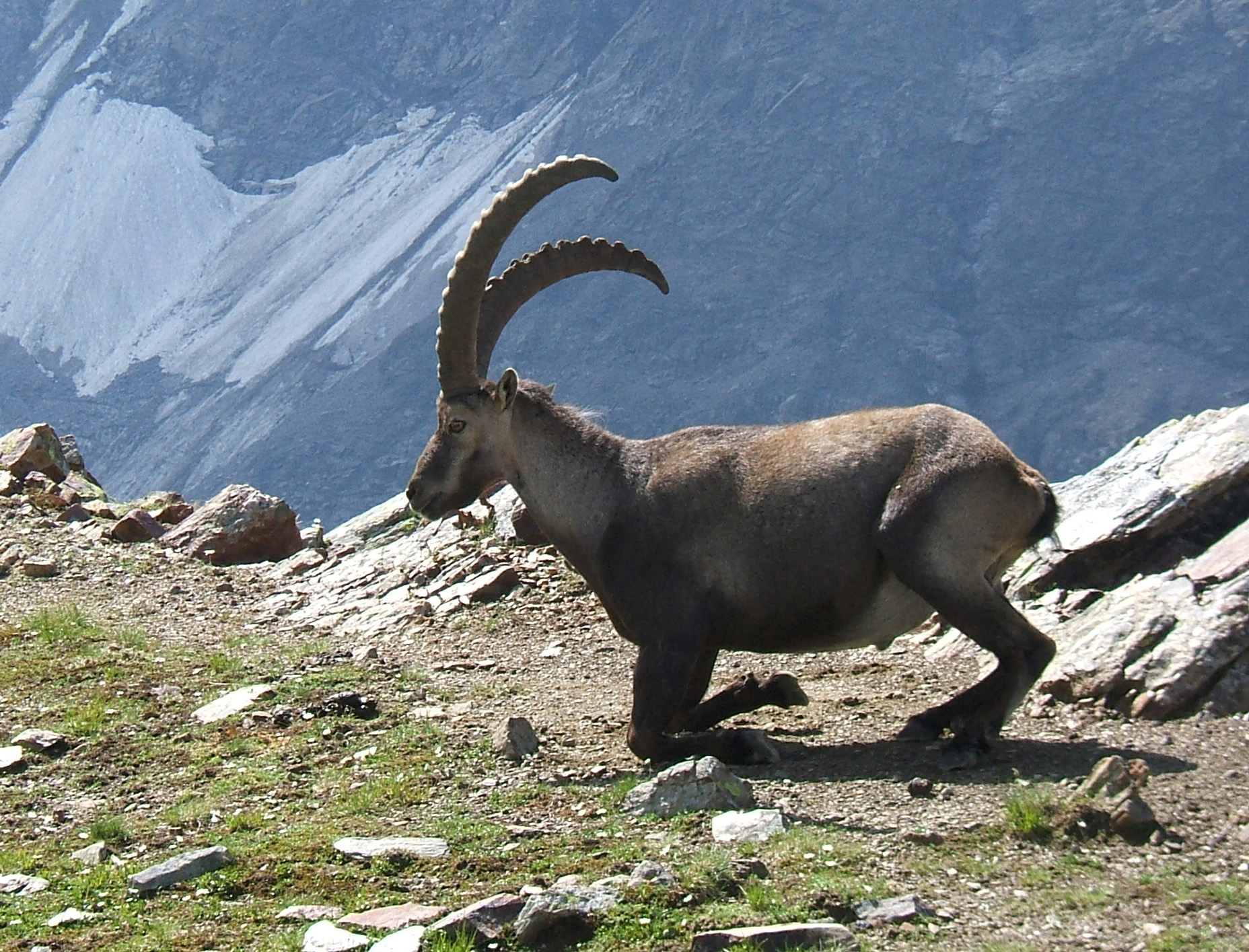
Alpensteinbock

Als Steinbock werden mehrere Tierarten aus der Gattung der Ziegen (Capra) benannt:
- Alpensteinbock (Capra ibex)
- Äthiopischer Steinbock (Capra walie)
- Iberiensteinbock (Capra pyrenaica)
- Nubischer Steinbock oder Syrischer Steinbock (Capra nubiana)
- Ostkaukasischer Steinbock (Capra cylindricornis)
- Sibirischer Steinbock oder Asiatischer Steinbock (Capra sibirica)
- Westkaukasischer Steinbock (Capra caucasica)

## Systematik
Die Ziegen sind eine Gattung mit äußerst komplizierter interner Systematik. Einige Ziegenarten wie Alpen-, Sibirischer und Nubischer Steinbock sehen sehr ähnlich aus und galten als besonders nah verwandt. Rätselhaft blieb dabei die Tatsache, dass die Verbreitungsgebiete dieser drei Formen jeweils durch die von anderen Wildziegenarten getrennt sind. Neueren genetischen Studien zufolge bilden diese (nach ahd. stein, ‚Fels‘ benannte) als Steinböcke bezeichneten Arten keine natürliche Verwandtschaftsgruppe.
Die genetischen Untersuchungen deuten stark auf folgende Zusammenhänge hin:
- Der Sibirische Steinbock und der Nubische Steinbock sind jeweils eigene Arten, wobei der Sibirische Steinbock an der Basis der Gattung Capra steht. Die äußerlichen Ähnlichkeiten mit dem Alpensteinbock und dem Nubischen Steinbock sind demnach kein Zeichen enger Verwandtschaft, sondern Plesiomorphien.
- Der Alpensteinbock gleicht in genetischer Hinsicht sehr dem äußerlich recht verschiedenen Iberiensteinbock, der ihm geografisch auch am nächsten steht.
- Der Westkaukasische Steinbock scheint eng mit der Wildziege und weniger mit dem Ostkaukasischen Steinbock verwandt zu sein. Die teilweise festgestellte genetische Nähe zum Ostkaukasischen Steinbock dürfte auf Hybridisierung beruhen.
- Die Schraubenziege, die sich äußerlich stark von allen anderen Ziegenarten unterscheidet, divergiert genetisch weit weniger von den übrigen Arten als ursprünglich angenommen und bildet keine eigene Seitengruppe.